# Stigmatea aegopodii
Stigmatea aegopodii är en svampart som först beskrevs av Elias Fries, och fick sitt nu gällande namn av Cornelius Anton Jan Abraham Oudemans 1876. Stigmatea aegopodii ingår i släktet Stigmatea, klassen Dothideomycetes, divisionen sporsäcksvampar och riket svampar.   Inga underarter finns listade i Catalogue of Life.